# Sea Mills (Kornwalia)
Sea Mills – osada w Anglii, w Kornwalii. Leży 63 km na północny wschód od miasta Penzance i 354 km na zachód od Londynu.